# Yōji Totsuka
 (juin 2021).
Yōji Totsuka (戸塚 洋二, Totsuka Yōji), né le 6 mars 1942 et mort le 10 juillet 2008 d'un cancer colorectal, est un physicien japonais professeur émérite spécial à l'université de l'Université de Tokyo.
Son conseiller de doctorat - le physicien Masatoshi Koshiba, lauréat du prix Nobel - a été informé que si Totsuka peut prolonger sa durée de vie de dix-huit mois, il doit recevoir le prix.

## Biographie

### Jeunesse
Totsuka est né le 6 mars 1942 à Fuji, dans la préfecture de Shizuoka. Il a terminé son B. S. en 1965, son M. S. en 1967 et son Ph.D. en 1972 de l'université de Tokyo.

### Carrière universitaire
Totsuka est devenu associé de recherche à l'Université de Tokyo en 1972, suivi de sept ans au Deutsches Électron Synchrotron (DESY) en Allemagne, où il a étudié les collisions électron-positon. Par la suite, il est devenu professeur agrégé à l'Université de Tokyo de 1979 à 1987. En 1987, il a été promu professeur titulaire à l'Université de Tokyo. Il est ensuite devenu directeur de l'Observatoire Kamioka, qui fait partie de l'Institut de recherche sur les rayons cosmiques (ICRR) de l'Université de Tokyo en 1995, puis directeur de l'Institut de recherche sur les rayons cosmiques en 1997. En 2003, Totsuka est devenu directeur général de la High Energy Accelerator Research Organization (KEK).

## Recherche

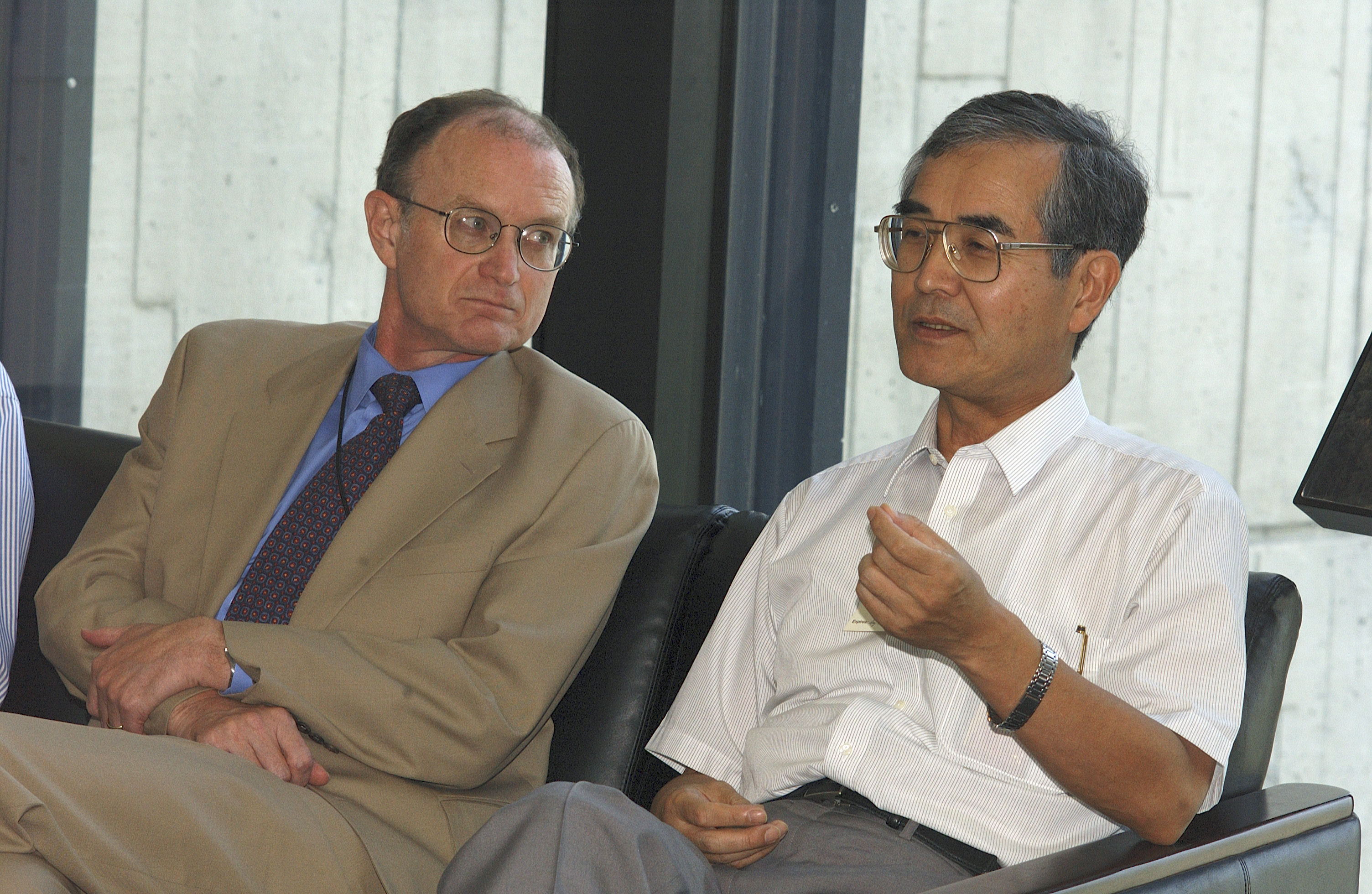
avec Michael Witherell (15 août 2003)

La carrière de Totsuka en physique des neutrinos pa commencé après DESY, lorsqu'il a commencé à travailler dans le cadre de l'expérience Kamiokande avec Masatoshi Koshiba, prix Nobel de physique. L'expérience, bien que conçue pour détecter la désintégration des protons, a en fait abouti à mesurer avec succès le premier et jusqu' à présent le seul neutrinos d'une source cosmogénique sur Terre, de SN 1987A, ainsi que le détecteur d'Irvine-Michigan-Brookhaven (IMB) aux États-Unis.
Le succès de Kamiokande, grâce au leadership de Totsuka, a conduit au financement d'un détecteur de Tcherenkov beaucoup plus grand en 1991, le détecteur historique Super-Kamiokande (Super-K), qui est toujours une collaboration internationale active. C'est à Super-K que la première preuve définitive d'oscillations de neutrinos a été mesurée, au moyen d'une mesure de haute précision statistique du flux de neutrinos atmosphériques. Super-K a également confirmé, avec l'Observatoire de neutrinos de Sudbury (SNO), la solution au problème des neutrinos solaires.
La mesure des oscillations de neutrinos à un niveau de précision aussi élevé a été un chapitre critique dans l'histoire de la physique des particules. Les oscillations neutrino, et donc l'existence de la masse de neutrinos, ne sont pas une prédiction faite par le Modèle Standard de la physique des particules. En effet, le modèle standard exige que les neutrinos soient sans massless. L'expérience de Totsuka a fourni des preuves incontestables qu'il y a encore beaucoup de choses sur la physique des particules à comprendre.
Pendant le reste de son temps comme physicien et directeur général de KEK, il a supervisé avec succès l'expérience K2K et la "fabrique"de Belle B-meson.

## Vie personnelle
Lorsqu'il a quitté la physique, vers la fin de sa vie, Totsuka s'est tourné vers la communication avec le public japonais au sujet de sa maladie, de la science et de la culture. Il tenait un blogue, The Fourth Three-Months, où il discutait franchement de l'étendue, des progrès et du traitement de son cancer. Totsuka a également révélé un intérêt pour le jardinage, en particulier les fleurs dans la région où il a passé une grande partie de sa carrière, à Mozumi, le village où Super-K est situé.

## Distinctions
- Asahi Prix, 1987
- Nishina Prix Commémoratif, 1988
- Bruno Rossi Prix, (De L'American Astronomical Society),1989
- Inoue Prix pour la Science, 1990
- EPS Prix Spécial, la Société Européenne de Physique, 1995
- L'ordre de la Culture, 2004
- Médaille Benjamin Franklin en Physique, 2007